# Wiehengebirge
Wiehengebirge ou Colinas de Wihen, denominado localmente simplesmente Wiehen, é a cordilheira mais setentrional da Alemanha, situado nos estados de Renânia do Norte-Vestfália e Baixa Saxónia. O monte mais alto é o Heidbrink, com apenas 320 m de altitude acima do nível médio do mar.